# 안영아
안영아(1975년 7월 5일 ~ )는 한국의 여자 성우다. 2003년 KBS 30기로 입사했으며 한국방송 성우극회 소속이다

## 출연작품

### KBS 애니메이션
- 구름빵 (KBS) - 에드
- 쿵야쿵야 (KBS) - 주먹밥쿵야
- 태극천자문 (KBS) - 한나
- 쁘띠쁘띠 뮤즈 (KBS) - 세나
- 매직키드 마수리 (KBS) - 최풀잎
- 천하무적 크래쉬 비드맨 (KBS) - 로이
- 와글와글 꼬꼬맘 (KBS) - 그림 / 영웅
- 어리이야기 (KBS)

### 타사 애니메이션
- 꼬잉꼬잉 이솝극장 (SBS) - 보가트 / 오드리
- 눈의 여왕 (애니원) - 리스무스
- 유희왕 GX (챔프) - 젬마 / 조엘 / 날개 크리보 / 카뮬라/ 프린세스 로즈
- 극상학생회 (챔프) - 아이샤
- 갓슈벨 (챔프) - 자바스 / 바란샤
- 키바 (챔프) - 로이아
- 러브 콤플렉스 (애니맥스) - 마유 / 미미
- 사쿠라대전 앵화현란 OVA (애니박스) - 아이리스
- 동글동글 문어빵맨 (재능TV) - 그린
- 우주여행사 아트 (재능TV) - 앤
- 천계왕자 칭칭 (재능TV) - 세인트 피닉스
- 가이킹 (재능TV) - 노마
- 썬더일레븐 (재능TV) - 소림보 / 염유림 / 유령후 / 장봉구 / 장화백 / 안개천 / 석진호(처음) / 황장미(처음)
- 플래쉬 & 대쉬 (재능TV) - 유성우 / 유지훈
- 아이엠 몽니 (SBS)
- 중2병이라도 사랑이 하고 싶어 (애니맥스) - 유타 엄마

### 극장용 애니메이션
- 숨바꼭질 (KBS) - 스쿠
- 드래곤볼Z 극장판 - 치치

### 영화 더빙
- 10일안에 남자친구에게 차이는 법 (KBS) - 앤디의 회사 여자 직원(서맨사 콴) / 술집 남자의 아내 / 벤의 회사 여자직원
- 21그램 (KBS) - 애나(캐서린 덴트) / 프레디(마크 토머스 무쏘) / 로라(클레어 파키스)
- 밀리언즈 (KBS)
- 폰 부스 (KBS) - 에이시아 (티아 텍사다)
- 킹 오브 쏘로우 ~ 참을 수 없는 슬픔 (KBS)
- 야마카시 2 (KBS) - 웡의 아들(색선 안나트라크언키트)
- 호텔 르완다 (KBS) - 호텔 직원(해리엇 마나멜라)
- 게이샤의 추억 (KBS) - 펌킨 (쿠도 유키)
- 터미널 (KBS) - 기자(미셸 아서) / 학생(샤샤 스필버그)
- 언더 더 쎄임 문 (KBS)
- 출동! 레스큐포스 극장판 (재능TV) - R-3 레이
- 영화소년 샤오핑 (KBS) - 병원 남자 아이(허개)
- 영광의 아이들 (KBS) - 카르치의 동생(다니엘 가보리)
- 산딸기 (KBS) - 알만 부인 (군넬 브로스트롬) 외
- 여름연가 (KBS) - 수야타

### 외화 드라마 더빙
- 어스시의 마법사(KBS) - 페넬로페(헤더 로라 그레이)
- 닥터 후 (KBS) - 디디 블라스코
- 환성신 저스티라이저 (재능TV) - 지유민 / 라이저 카게리
- 출동! 레스큐포스 (재능TV) - R-3 레이
- 그레이 아나토미 (KBS)

### 방송
- KBS 무대 10년(아빠는 출장중) 등 다수(KBS 제2라디오)
- 라디오 여행기(살맛나는 세상 다녀오기) (KBS 제3라디오)
- 연속낭독(우리는 희망을 연주합니다) (KBS 제3라디오)
- 라디오 독서실 다수 (KBS 제3라디오)